# Florencio Paredes Cruz
Florencio Félix Paredes Cruz CRL (ur. 28 października 1961 w Selochea) – argentyński duchowny rzymskokatolicki, prałat Humahuaca od 2019.

## Życiorys

### Młodość i prezbiterat
Wstąpił do zgromadzenia Kanoników Regularnych Laterańskich i tam złożył profesję wieczystą 1 lutego 1991. Święcenia kapłańskie przyjął 9 listopada 1995. Pracował w parafiach archidiecezji Salta, Rosario i Buenos Aires oraz w diecezji Jujuy i prałaturze terytorialnej Humahuaca. Był także m.in. mistrzem nowicjatu i przełożonym argentyńskiej prowincji swego zgromadzenia.

### Episkopat
10 marca 2018 został mianowany przez papieża Franciszka koadiutorem prałata terytorialnego Humahuaca. Sakry udzielił mu 28 kwietnia 2018 biskup Pedro María Olmedo Rivero. Rządy w prałaturze objął 23 października 2019 po przejściu na emeryturę poprzednika.